# Mẹ con ngày gặp mặt

Mẹ con ngày gặp mặt (1975)

Mẹ con ngày gặp mặt hay Ngày hội ngộ (tiếng Anh: The Reunion Day) là một bức ảnh nổi tiếng của nhiếp ảnh gia Lâm Hồng Long ghi lại khoảnh khắc hội ngộ của một người mẹ già và người con trai vừa được thả khỏi Nhà tù Côn Đảo năm 1975.

## Bối cảnh và lịch sử
Nhà tù Côn Đảo được xem là "địa ngục trần gian" trong Chiến tranh Đông Dương khi quân đội Pháp sử dụng một quần thể nhà tù được xây dựng từ năm 1861 để giam giữ và tra tấn những người Việt Nam yêu nước. Khu phức hợp này về sau tiếp tục được chính phủ Việt Nam Cộng hòa sử dụng trong Chiến tranh Việt Nam để trừng phạt những kẻ thù chính trị cũng như các nhân vật theo Cộng sản. Ngày 29 tháng 4 năm 1975, một ngày trước khi xảy ra sự kiện ngày 30 tháng 4, quân đội Hoa Kỳ bao gồm các sĩ quan và cai ngục lần lượt rút khỏi khu nhà tù. Sau khi nghe tin quân đội Hoa Kỳ và chế độ Việt Nam Cộng hòa chính thức thất bại ở Sài Gòn vào ngày 30 tháng 4, các tù nhân tại Côn Đảo đã phá cửa, mở khóa trại giam và dần làm chủ Côn Đảo. Đến ngày 1 tháng 5, toàn bộ tù nhân ở đây chính thức được trả tự do. Từ ngày 4 tháng 5, nhiều chuyến tàu đã cập bến Côn Đảo và đưa các cựu tù về đất liền.
Ngày 5 tháng 5, khi biết tin có một tàu chở khoảng hơn 30 tù nhân từ Côn Đảo cập bến Rạch Dừa, Lâm Hồng Long đã được tòa soạn cử đến để ghi lại sự kiện này. Lê Văn Thức là một trong những cựu tù Côn Đảo được đưa về đất liền. Sau khi mẹ anh biết tin, bà đã từ miền Tây lên Vũng Tàu để tìm con. Theo lời kể của Lâm Hồng Long, khi ông đang đứng trước cổng thì nghe thấy tiếng gọi nghẹn ngào của một người mẹ "Thức con ơi! Má cứ tưởng con chết rồi". Khi quay sang nhìn thì ông bắt gặp hình ảnh một bà mẹ tóc đã bạc đang ôm choàng người thanh niên trẻ và khóc. Ông đã nhanh tay chụp lại khoảnh khắc này.

## Đánh giá và đón nhận
Sau khi ra đời, bức ảnh được đăng lên báo Nhân Dân và nhanh chóng được lan truyền đến nhiều nơi cả trong và ngoài Việt Nam như một biểu tượng cho một thời khắc lịch sử. Nhà báo Trần Mai Hưởng đã bình luận về bức ảnh này rằng "Qua cuộc gặp của hai mẹ con anh Thức, Lâm Hồng Long đã tạo nên một hình tượng bất hủ cho Mùa Xuân 75, mùa xuân đất nước sum họp, thống nhất". Bức ảnh đã nhận được Bằng Tuyên dương danh dự (Mencin Honor) tại Đại hội lần thứ 21 của Liên đoàn Nhiếp ảnh Nghệ thuật Quốc tế (FIAP) năm 1991 tổ chức tại Tây Ban Nha. Đến năm 1996, Mẹ con ngày gặp mặt và Bác Hồ bắt nhịp bài ca Kết đoàn đã giúp Lâm Hồng Long trở thành 1 trong 4 người đầu tiên nhận được Giải thưởng Hồ Chí Minh cho nhiếp ảnh. Hiện nay, bức ảnh được trưng bày tại nhiều nơi, đặc biệt là các bảo tàng lịch sử, chiến tranh như Bảo tàng Lịch sử quốc gia Việt Nam, Bảo tàng Côn Đảo, Bảo tàng Quân khu 9.